# Торі Франклін
Торі Франклін (7 жовтня 1992 , Вестмонт, Іллінойс ) — американська легкоатлетка, що спеціалізується на потрійному стрибку, призерка чемпіонату світу.

## Кар'єра
| Рік             | Змагання                     | Місце проведення           | Місце           | Дисципліна        | Результат       | Примітки        |
| Представник США | Представник США              | Представник США            | Представник США | Представник США   | Представник США | Представник США |
| --------------- | ---------------------------- | -------------------------- | --------------- | ----------------- | --------------- | --------------- |
| 2017            | Чемпіонат світу              | Лондон, Велика Британія    | 14 (кв.)        | потрійний стрибок | 14.03 м         |                 |
| 2018            | Чемпіонат світу в приміщенні | Бірмінгем, Велика Британія | 14              | потрійний стрибок | 14.03 м         |                 |
| 2019            | Чемпіонат світу              | Доха, Катар                | 9               | потрійний стрибок | 14.08 м         |                 |
| 2021            | Олімпійські ігри             | Токіо, Японія              | 25 (кв.)        | потрійний стрибок | 13.68 м         |                 |
| 2022            | Чемпіонат світу в приміщенні | Белград, Сербія            | 13              | потрійний стрибок | 13.89 м         |                 |
| 2022            | Чемпіонат світу              | Юджин, США                 | 3               | потрійний стрибок | 14.72 м         |                 |